# Kama Sutra Records
Kama Sutra Records — американський лейбл звукозапису, заснований 1965 року.

## Історія компанії
Засновником лейблу став американський музичний продюсер Артур «Арті» Ріпп. Він розпочинав кар'єру в кінці 1950-х років, працюючи в компанії Джорджа Голднера, а 1964 року разом із партнерами Хай Мізрахі та Філом Стейнбергом заснував власну продюсерську компанію Kama Sutra Productions, що писала пісні для гуртів The Critters, The Shangri-Las та інших. 1965 року до них доєднався фінансист Арт Касс, і четвірка партнерів вирішила створити власний лейбл звукозапису Kama Sutra Records, уклавши угоду про розповсюдження записів із MGM Records, де до цього працював Касс.
Першими релізами новоствореного лейблу були сингли «You're My Baby» вокального колективу The Vacels та «Do You Believe in Magic» рок-гурту The Lovin' Spoonful, який очолював Джон Себастьян. Протягом наступного року Kama Sutra Records випускали переважно сингли The Lovin' Spoonful, один з яких — «Summer in the City» — врешті решт очолив національний хіт-парад. Також наприкінці 1966 року на лейбли вийшли два альбоми «гуртів» Trade Winds та Innocence (які насправді були псевдонімами дуету авторів-виконавців Пітера Андерса та Віні Понсія), та хітова пісня «Hello, Hello» гурту Sopwith Camel.
В середині 1967 року засновники Kama Sutra Records створили новий лейбл Buddah Records, бо були незадоволені угодою із MGM Records і хотіли обійти контрактні зобов'язання. Основна увага керівництва була прикута до розвитку Buddah Records, а на Kama Sutra Records продовжували виходити записи The Lovin' Spoonful, а також поодинокі релізи маловідомих гуртів, таких як The Road, The Outrage та The Pendulum.
1970 гоку на Kama Sutra вийшов черговий хітовий реліз, пісня «The Rapper» рок-гурту The Jaggerz, яка посіла другу сходинку в національному чарті. Протягом наступних декількох років помірного успіху також досягли альбоми гуртів Sha Na Na та The Stories, а також пісня Чарлі Деніелса «The South's Gonna Do It (Again)». Останні релізи лейблу датовані серединою 1975 року, після чого його було закрито. Каталог архівних записів Kama Sutra Records та Buddah Records перевидавала компанія BMG.